# Medaile 100 let Bulharského Červeného kříže
Medaile 100 let Bulharského Červeného kříže (bulharsky: Медал 100-годишнина на Българския Червен кръст) bylo vyznamenání Bulharské lidové republiky založené roku 1977. Udílena byla za práci pro Červený kříž občanům Bulharska i cizincům.

## Historie a pravidla udílení
Medaile byla založena dne 16. listopadu 1977 výnosem Národního shromáždění č. 1849. Založena byla při příležitosti 100. výročí založení Bulharského Červeného kříže, ale byla udílena jako medaile záslužná, nikoliv pamětní. Oceněnými mohli být občané Bulharska i cizí státní příslušníci za jejich práci pro Červený kříž a za přínos pro rozvoj této organizace. Vyznamenaným byla medaile předávána v červené krabičce a s dekretem.

## Insignie
Medaile měla tvar pozlacené osmicípé hvězdy s cípy složenými z paprsků. Uprostřed byl červeně smaltovaný znak Červeného kříže. Zadní strana medaile byla bez smaltu. Uprostřed byl nápis v cyrilici Българския Червен кръст (Bulharský červený kříž) pod kterým byly uvedeny dva letopočty 1878 • 1978. Nad nápisem byl drobný znak Mezinárodního červeného kříže obklopený vavřínovým věncem.
Stuha byla bílé barvy s úzkými pruhy bílé, zelené a červené barvy při obou okrajích. Použitými barvami tak odpovídala bulharské vlajce. Stuha byla buď klasického typu nebo jí byla pokryta kovová destička ve tvaru pětiúhelníku. V obou případech byla stuha k medaili připojena pomocí jednoduchého očka.